# زوزانا هجدوفا
زوزانا هجدوفا مواليد 29 أبريل 1977 في تشيكوسلوفاكيا، هي لاعبة كرة مضرب تشيكية سابقة بدأت مسيرتها كمحترفة سنة 1995، اعتزلت اللعب في 2005. أعلى تصنيف لها في الفردي كان المركز الـ 222 في سنة 2003. أعلى تصنيف لها في الزوجي كان المركز الـ 140 في سنة 2003.

## النهائيات

### الفردي (2–2)
| الحصيلة | الرقم | التاريخ      | الدورة                 | الأرضية | المنافس             | النتيجة            |
| ------- | ----- | ------------ | ---------------------- | ------- | ------------------- | ------------------ |
| الوصافة | 1.    | 9 يونيو 1997 | كينجيجين كوجلا، بولندا | ترابية  | ميلينا نكفابيلوفا   | 3–6, 6–2, 3–6      |
| الفوز   | 1.    | 5 يونيو 2000 | فادوز، ليختنشتاين      | ترابية  | شيلي ستيفنز         | 6–7(4–7), 6–2, 6–2 |
| الفوز   | 2.    | 3 يوليو 2000 | آمرسفورت، هولندا       | ترابية  | أنوسجكا فان إكسل    | انتصار سهل         |
| الوصافة | 2.    | 1 أبريل 2002 | كواتزاكوالكوس، المكسيك | صلبة    | أناستازيا روديونوفا | 3–6, 6–4, 4–6      |

## روابط خارجية
- زوزانا هجدوفا على موقع رابطة محترفات التنس (الإنجليزية)
- زوزانا هجدوفا على موقع الاتحاد الدولي لكرة المضرب (الإنجليزية)
- زوزانا هجدوفا على موقع خلاصة التنس.كوم (الإنجليزية)